# Kaiserinmutter He
Kaiserinmutter He (何太后,  Hé tàihòu oder 何姬,  Hé jī – „Konkubine He“), (Geburtsname: 昭獻皇后何氏,  zhāo xiàn huánghòu Hé shì) war eine Kaiserinmutter unter der Regierung ihres Sohnes Sun Hao zur Zeit der Drei Reiche.
Sie stammte aus der Danyang-Kommandantur (etwa heutiges Xuancheng, Anhui). Ihr Vater He Sui (何遂) war ein Reitersoldat der Armee des Dynastiebegründers Sun Quan. Als Sun Quan eines Tages die Truppen inspizierte, fand er Frau He, die die Truppen heimlich beobachtete. Er schätzte ihre ungewöhnliche Art und gab sie seinem Sohn Sun He als Konkubine. Im Jahre 242, als Sun He zum Kronprinzen ernannt wurde, gebar Frau He ihm den Sohn Sun Hao.
Kronprinz He wurde 250 nach einem Streit mit seinem Bruder Sun Ba abgesetzt und zum Gemeinen degradiert. 252 wurde er zum Prinzen von Nanyang ernannt und erhielt ein Lehen bei Changsha (長沙, im heutigen Changsha, Hunan). Im selben Jahre starb Sun Quan und wurde von seinem jüngsten Sohn Sun Liang beerbt. Sun Jun wurde Regent für den jungen Kaiser und zwang Sun He 253, Selbstmord zu begehen. Seine Gemahlin Prinzessin Zhang beging ebenfalls Selbstmord. Prinzessin He erhielt ebenfalls die Möglichkeit dazu, lehnte aber ab, um Sun Hes Kinder aufzuziehen. (Sun Hao hatte drei jüngere Brüder, Sun De (孫德), Sun Qian (孫謙) und Sun Jun (孫俊), die von anderen Konkubinen des Prinzen He stammten.)
Nach dem Tode des Kaisers Sun Xiu (264), einem jüngeren Bruder des Prinzen Sun He, wählten die mächtigen Beamten Puyang Xing (濮陽興) und Zhang Bu (張布) Sun Hao zum Kaiser. Dieser ehrte Prinz Sun He postum als Kaiser und Prinzessin He als Kaiserinmutter. Während seiner Regierungszeit wurde die He-Familie sehr einflussreich. Wann Kaiserinmutter He starb, ist nicht bekannt, aber sie überlebte den Zusammenbruch des Reiches vermutlich.
| Personendaten    | Personendaten                          |
| ---------------- | -------------------------------------- |
| NAME             | He, Kaiserinmutter                     |
| ALTERNATIVNAMEN  | 何太后                                 |
| KURZBESCHREIBUNG | chinesische Kaiserinmutter von Sun Hao |
| GEBURTSDATUM     | vor 242                                |
| STERBEDATUM      | nach 264                               |